# Любовь к жизни
«Любовь к жизни» — рассказ (новелла) американского писателя Джека Лондона.

## Сюжет
Главный герой, не названный по имени в рассказе золотоискатель, переходя вброд реку, подворачивает на камне ногу. Его товарищ Билл бросает героя на произвол судьбы, и тот с повреждённой ногой бредёт по канадской тундре, рассчитывая выйти к реке Диз, где они с Биллом оставили лодку и склад с припасами. В ходе путешествия у главного героя распухает травмированная нога, мучимый голодом, он теряет направление, бросает добытое золото, встречается с медведем, изнашивает одежду, находит останки съеденного волками Билла и вступает в борьбу за выживание с преследующим его самого больным волком.
Маршрут героя прошёл из местности к северу от Большого Медвежьего озера до впадения Коппермайна в Северный Ледовитый океан, где его подобрало китобойное судно и в дальнейшем доставило в Сан-Франциско.

## История публикации
Рассказ «Любовь к жизни» впервые опубликован в журнале «McClure’s Magazine» в декабре 1905 года. В 1907 году вошёл в сборник «„Любовь к жизни“ и другие рассказы».

## Анализ и оценки
Рассказ считается одним из самых известных рассказов Лондона, одним из его шедевров. Написанный на северном материале, рассказ входит в так называемый «Северный цикл» Лондона. Рассказ характеризуется оптимизмом и верой в человека, он становится «гимном человеку» и таким его качествам, как воля и мужество. Отмечается влияние произведений Джозефа Конрада, в частности романа «Лорд Джим».

### Издания на русском языке
- Лондон Джек. Любовь к жизни // Собрание сочинений в четырнадцати томах / Под общей редакцией Р. М. Самарина. — М.: Правда, 1961. — Т. 5. — С. 261—280. — 528 с. — (Библиотека «Огонёк»).
- Лондон Джек. Любовь к жизни // Собрание сочинений в тринадцати томах / Составление и общая редакция Г. П. Злобина и С. С. Иванько. — М.: Правда, 1976. — Т. 3. — С. 195—214. — 432 с. — (Библиотека «Огонёк»).

### Научная и научно-популярная литература
- Балдицын П. В. Развитие американской новеллы. О. Генри // История литературы США / Редакционная коллегия: Я. Н. Засурский (главный редактор издания), М.М.Коренева (зам. главного редактора), Е. А. Стеценко. — М.: ИМЛИ РАН, 2009. — Т. V. — С. 544—598. — 991 с. — ISBN 978-5-9208-0319-1.
- Балтроп Р. Джек Лондон: Человек, писатель, бунтарь = Jack London: The Man, the Writer, the Rebel / Перевод с английского Г. Анджапаридзе. — М.: Прогресс, 1981. — 208 с.
- Зверев А. М. Джек Лондон (к 100-летию со дня рождения). — М.: Знание, 1975. — 64 с. — (Новое в жизни, науке, технике. Серия «Литература»).
- Историко-литературная справка // Лондон Джек. Собрание сочинений в тринадцати томах / Составление и общая редакция Г. П. Злобина и С. С. Иванько. — М.: Правда, 1976. — Т. 3. — С. 430—431. — 432 с. — (Библиотека «Огонёк»).
- Лунина И. Е. Художественный мир Джека Лондона: монография. — М.: ИИУ МГОУ, 2018. — 326 с. — ISBN 978-5-7017-2767-8.
- Примечания // Лондон Джек. Собрание сочинений в тринадцати томах / Под общей редакцией Р. М. Самарина. — М.: Правда, 1961. — Т. 5. — С. 523—526. — 528 с. — (Библиотека «Огонёк»).
- Танасейчук А. Б. Джек Лондон: Одиночное плавание. — М.: Молодая гвардия, 2017. — 331 с. — (Жизнь замечательных людей). — ISBN 978-5-235-03976-6.
- Урнов Д. М. Джозеф Конрад. — М.: Наука, 1977. — 128 с. — (Из истории мировой культуры).